# Заполье (Черевковское сельское поселение)
Заполье — деревня в Красноборском районе Архангельской области. Входит в состав Черевковского сельского поселения.

## География
Находится в юго-восточной части Архангельской области на расстоянии приблизительно 55 км на северо-запад по прямой от административного центра района села Красноборск на левобережье реки Северная Двина.

## История
Отмечена уже только в 1939 года как деревня Ляховского сельсовета Черевковского района.

## Население
Численность населения: 8 человек (русские 100 %) в 2002 году, 3 в 2010.